# Evaristo Escalera
Evaristo Escalera (Pola de Siero, 1833-Madrid, 1896) fue un periodista, escritor y funcionario español.

## Biografía
Nació en 1833 en la localidad asturiana de Pola de Siero. Funcionario administrativo, formó parte de la redacción de La Iberia en los tiempos de Calvo Asensio, Carlos Rubio y Juan de la Rosa González, así como, ya más adelante, en El Eco Nacional y La Mañana (1878). Falleció el 29 de diciembre de 1896.